# Ángel Cappa
Ángel Alberto Cappa Polchi (Bahía Blanca, 6 settembre 1946) è un allenatore di calcio ed ex calciatore argentino, di ruolo centrocampista.
Ha giocato tutta la sua carriera nel Club Olimpo.

## Carriera
Ángel Cappa è nato sportivamente nella squadra argentina di seconda categoria Villa Mitre, per poi passare tutta la sua carriera nel Club Olimpo in Primera Nacional. Dopo aver studiato filosofia e psicopedagogia, scappa dal suo paese d'origine per rifugiarsi in Spagna, sfuggendo così dalla dittatura militare di Jorge Rafael Videla, instauratasi pochi anni prima.
In Spagna, lavorando come aiuto allenatore del Barcellona, vince una Copa del Rey, un Campionato di Liga Spagnolo e una Supercoppa di Spagna nel 1983. Posteriormente comincia a lavorare in Argentina come primo allenatore nel Banfield, passando poi all'Huracan, per poi tornare in Spagna ad allenare l'U.D. Las Palmas.
Continuò a lavorare come allenatore fino al 2012, ritirandosi nella squadra peruviana Universidad de San Martín.
Ha vinto un Torneo Apertura con l'Universitario de Deportes in Perú e una Charity Cup con il Mamelodi Sundowns in Sudafrica.
Ha scritto tre libri:
- "La intimidad del fútbol: Grandeza y miserias, juego y entorno," pubblicato nel 1996.
- "¿Y el fútbol dónde está?", pubblicato nel 2005.
- "Hagan Juego", pubblicato nel 2009.